# Dolina Bystrička

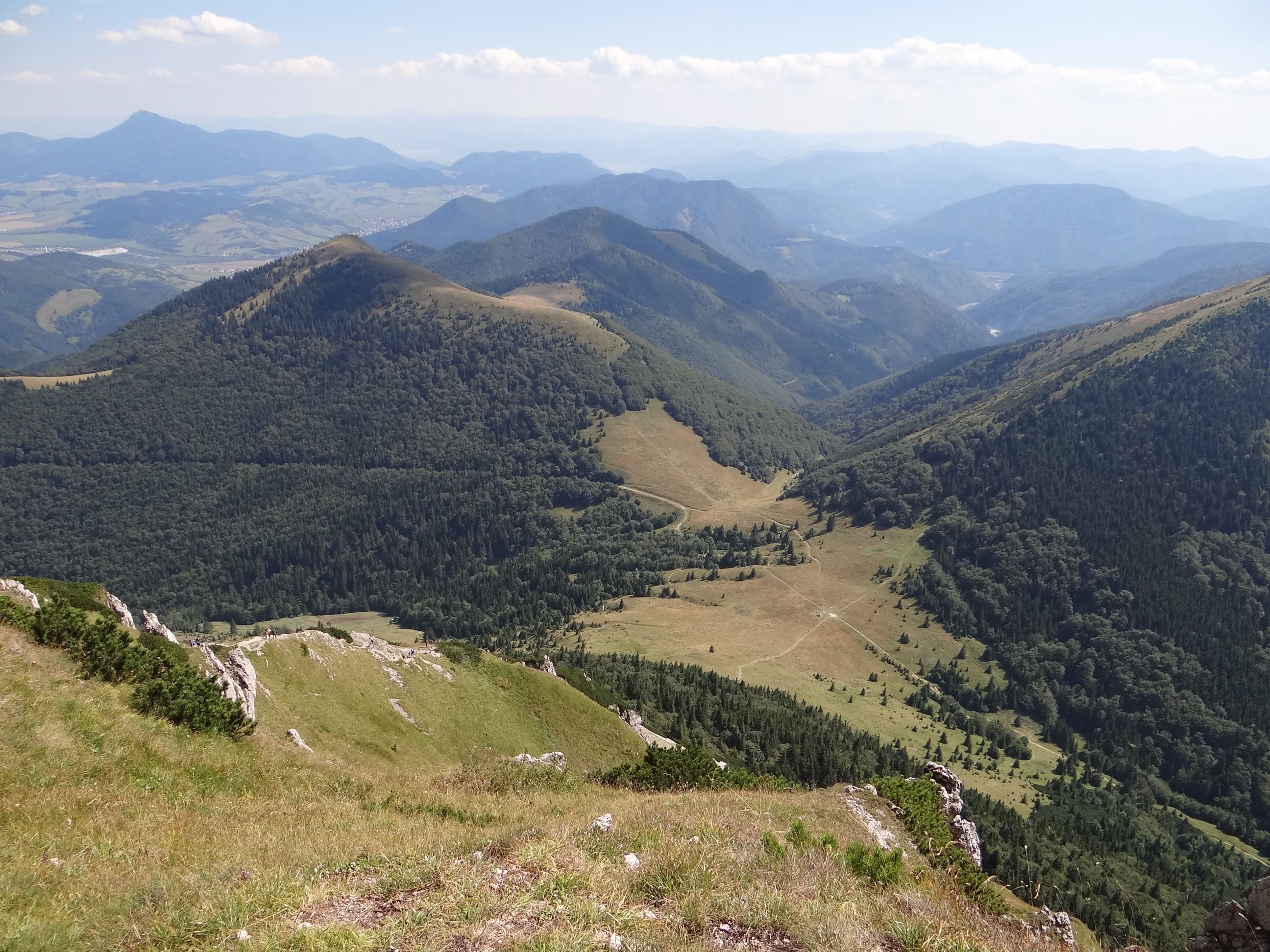
Widok z Wielkiego Rozsutca na Dolinę Bystrička. Po lewej Osnica, na środku Medziholie

Dolina Bystrička – jedna z większych dolin w Krywańskiej części Małej Fatry na Słowacji. Opada spod przełęczy Medziholie do Kraľowanskiej doliny (dolny bieg Orawy). Orograficznie prawe  obramowanie doliny tworzy południowy grzbiet Stoha (1607 m), dalej Žobrák (1308 m) i Suchý vrch (1268 m), lewe  Osnica (1368 m), Konopová (1160 m), Magura (919 m), Magurka (1008 m), Dúbravina (603 m).
Wylot Doliny Bystričkiej znajduje się w Kraľovanach na wysokości około 510 m, najwyższy szczyt wznoszący się nad doliną to Wielki Rozsutec (1610 m), różnica wysokości między  najniższym i najwyższym punktem doliny wynosi więc około 1110 m. Dnem doliny spływa potok Bystrička. Z Kraľovan doliną prowadzi asfaltowa szosa i znakowany szlak turystyczny, jednak mało interesujący, gdyż cały niemal czas zalesionym dnem doliny, bez widoków.  Nieco powyżej wylotu doliny znajduje się czynny kamieniołom, a strome zbocza doliny porasta las bukowy. W połowie długości doliny znajduje się leśniczówka, a powyżej niej obudowane źródełko. W górnej części doliny strome podejście, już bez asfaltu. W wyniku intensywnego wyrębu lasu droga jest tutaj zniszczona przez pojazdy leśne. Widokowa jest dopiero najwyższa część doliny, są tutaj bowiem duże trawiaste obszary, pozostałości dawnych hal pasterskich. Szlak turystyczny nie prowadzi na przełęcz Medziholie, lecz na polankę Pod Rozsutcom. Można jednak przejść na Medziholie krzyżującym się z nim Pod Rozsutcom szlakiem niebieskim.

## Szlak turystyczny
Kraľovany –  Dolina Bystrička – sedlo Osnice – Pod Rozsutcom. 2.15 h, ↓ 2.15 h